# Luiz Cláudio Marcolino
Luiz Claudio Marcolino (Nova Iguaçu, 20 de maio de 1970) é um economista, bancário e político brasileiro, filiado ao Partido dos Trabalhadores (PT).
Em 2010, foi eleito deputado estadual para a 17ª legislatura.
Em 2022, foi eleito para a 20ª legislatura, retornando à Alesp.

## Biografia
Luiz Claudio Marcolino nasceu em Nova Iguaçu, em maio de 1970. Dois anos depois, a família muda-se para a Zona Sul da capital paulista e vai morar na Vila Joaniza, depois no bairro de Pedreira e, mais tarde, no Jardim Orion, distrito de Cidade Dutra, onde viveu por mais de vinte anos. Atualmente mora na Vila Leopoldina, na Zona Oeste. É casado e pai de dois filhos.
Foi no movimento estudantil, ainda como estudante do Ensino Médio, na E. E. de 2º Grau Alberto Conte, em Santo Amaro, que iniciou sua militância política no final dos anos 1980. Simultaneamente, participou dos movimentos populares com foco em moradia, saúde e transporte na Zona Sul de São Paulo.
À época, conheceu bem a dura realidade das comunidades carentes, tendo lutado ao lado da população e das lideranças locais por moradia, asfalto, saúde, educação e transporte.
Por seu trabalho consistente, destacou-se particularmente durante a administração da ex-prefeita Luiz Erundina (1989 a 1992), período no qual participou da coordenação da Microrregião de Interlagos, ligado à Administração da Capela do Socorro (hoje, Subprefeitura da Capela do Socorro) e realizou  trabalhos de mobilização e organização dos moradores em 73 bairros.

## Política
Em 1989, começou a trabalhar no Banco Itaú, mesmo ano em que se filiou ao Partido dos Trabalhadores (PT). Tendo se destacado por sua forte liderança junto aos bancários do banco, foi convidado a participar na chapa da diretoria do Sindicato dos Bancários de São Paulo, Osasco e Região. Em 1994, tornou-se Secretário de Formação da entidade e, em1998, se elege para o cargo de Secretário-Geral e, mais tarde, assumiu a Presidência da entidade, cargo que exerceu de 2004 a 2010.
Em 1998, entrou para o curso de Economia da Faculdade São Luiz, formando-se em 2002. É um dos organizadores do livro "Sistema Financeiro e Desenvolvimento no Brasil - do plano real à Crise Financeira", publicado em 2010.
Foi membro do Conselho de Desenvolvimento Econômico e Social no primeiro ano de mandato do presidente Lula e presidente da Comissão Municipal de Emprego da cidade de São Paulo. Em 2010, candidatou-se ao Legislativo pela primeira vez e foi eleito deputado estadual com 96.594 votos, dos quais 64.148 recebidos na capital paulista.
Em 2015, foi diretor técnico da Agência São Paulo de Desenvolvimento (Adesampa), durante o governo municipal do prefeito Fernando Haddad. No mesmo ano, Marcolino foi empossado como Superintendente Regional do Trabalho.